# Morris Marshal
La Marshal è un'autovettura prodotta dalla British Motor Corporation d'Australia, con marchio Morris, dal 1957 al 1960. Il modello venne ottenuto tramite badge engineering dall'Austin A95 Westminster.
Il modello possedeva un motore a sei cilindri in linea da 2.639 cm³ di cilindrata. I tipi di carrozzeria disponibili erano due, berlina quattro porte, e familiare cinque porte.